# Портніченко Володимир Ілліч
Володимир Ілліч Портніченко (нар. 29 серпня 1962, Київ, УРСР) — український патофізіолог, доктор медичних наук, лауреат Премії НАН України ім. Ф.Г. Яновського (2022), Премії НАН України ім. Д.Ф. Чеботарьова (2024), завідувач відділу клінічної фізіології сполучної тканини Інституту фізіології ім. О.О. Богомольця НАН України, завідувач відділу фізіології та патофізіології екстремальних станів та заступник директора з наукової роботи (2005-2016) Міжнародного центру астрономічних та медико-екологічних досліджень НАН України.

## Біографія
Володимир Портніченко народився у м. Сміла Черкаської обл. в родині лікаря. У 1979 р. закінчив середню школу № 3 м. Сміли. Навчався на 1-му лікувальному факультеті Київського медичного інституту імені О. О. Богомольця (нині — Національний медичний університет імені О.О. Богомольця), (1979-1986). У 1986 р. розпочав наукову діяльність у відділі фізіології дихання Інституту фізіології ім. О.О. Богомольця НАН України під керівництвом д.м.н., проф. В.Я. Березовського, де брав участь у створенні першої в Україні гіпокситерапевтичної камери "штучного гірського клімату". В 1988 р. вступив до аспірантури Інституту фізіології ім. О.О. Богомольця НАН України до відділу з вивчення гіпоксичних станів, захистив кандидатську дисертацію "Особливості розвитку гіпоксичного стану при хронічних обструктивних захворюваннях легень у дітей середнього і старшого шкільного віку" (1995, керівник - д.м.н., проф. М.М. Середенко). Продовжив наукову діяльність у цьому ж відділі (з 2003 р. – під керівництвом д.м.н., проф. І.М. Маньковської), де очолював групу з досліджень функції системи дихання у людини та експериментальних тварин. За спрямуванням академіка П.Г. Костюка з 2005 р. працював у Міжнародному центрі астрономічних та медико-екологічних досліджень (МЦ АМЕД) НАН України, де обіймав посади заступника директора з наукової роботи (2005-2016), завідувача відділу фізіології та патофізіології екстремальних станів. З 2016 по 2021 рр. працював ученим секретарем Інституту фізіології ім. О.О. Богомольця НАН України, з 2022 р. очолює відділ клінічної фізіології сполучної тканини інституту. Захистив докторську дисертацію "Механізми розвитку гіпометаболічного стану при гіпоксії та нові підходи до патогенетичної корекції гіпоксичних і метаболічних порушень" за спеціальністю «патологічна фізіологія» (2021), має наукове звання старшого наукового співробітника за тією ж спеціальністю (2003). 

## Наукова та науково-організаційна діяльність
В.І. Портниченко – український фізіолог і патофізіолог дихання, учень проф. М.М. Середенка, проф. І.М. Маньковської, проф. В.Я. Березовського, представник української школи вчених-гіпоксистів академіка М.М. Сиротиніна. Вперше виявив і охарактеризував 2 типи змін енергетичного метаболізму (гіпо- та гіперергічний) при патології системи дихання у людини  та експериментальних тварин. Вперше виявив фазові зміни енергетичного метаболізму при різних гіпоксичних режимах, гострому і хронічному стресі, встановив їх механізми, зокрема, механізми розвитку гіпометаболічного стану. Ці результати відображені у вітчизняних і зарубіжних публікаціях    і зробили вагомий внесок до розуміння механізмів регуляції енергетичного метаболізму, функції дихання та їх патологічних порушень. 
За дорученням академіка П.Г. Костюка здійснив реорганізацію та відновлення наукової бази МЦ АМЕД у високогір’ї, впровадження сучасних напрямків досліджень. Був організатором і учасником понад 20 наукових експедицій у високогір’я, в тому числі, міжнародних, а також 2 міжнародних наукових конференцій у Приельбруссі "Високогірна гіпоксія і геном" 2008 і 2012 рр. 
Під час високогірних наукових експедицій  В.І. Портніченко виконав серію багатопланових фізіологічних та патофізіологічних досліджень на науковій базі МЦ АМЕД НАН України, зокрема, встановив механізми адаптації до нестачі кисню, пов’язані з активацією субодиниць фактора HIF, змінами функції дихання та енергетичного метаболізму, в тому числі, у горців, жителів рівнини, спортсменів високої кваліфікації та на експериментальних моделях. У клінічних та експериментальних дослідженнях у середньогір’ї та на рівнині ним було встановлено механізми метаболічних перетворень при гіпоксії, виявлено цілющий вплив окремих гіпоксичних режимів на метаболічні захворювання (зокрема, цукровий діабет 1 і 2 типу), розроблено гіпокситерапевтичні підходи до їх корекції на основі впливу хронічної та періодичної (інтервальної) гіпоксії (разом з д.м.н. А.Г. Портниченко). У зв'язку з початком військового конфлікту з Росією (2014) дослідження на добровольцях в Приельбруссі були згорнуті і відповідні напрямки продовжено у м. Києві. Розроблені методичні підходи з застосуванням переривчастої гіпоксії показали успішні результати у клініці Інституту геронтології імені Д. Ф. Чеботарьова НАМН України при лікуванні предіабету (спільно з проф. Т.В. Серебровською, проф. В.Б. Шатило). Результати цих досліджень були опубліковані у рейтингових журналах США та Європи і одержали міжнародне визнання  .
В останні роки у співпраці із зарубіжними та вітчизняними науковцями досліджує особливості енергетичного метаболізму при різній чутливості до гіпоксії, механізми впливу наноматеріалів на енергетичний метаболізм, регенерацію сполучної тканини, розробляє нові підходи для лікування пневмонії, загоєння опіків. 
В.І. Портніченко є автором понад 300 наукових публікацій, в тому числі 2 монографій і понад 40 праць у виданнях, які входять до міжнародних баз даних Scopus і Web of Science,  а також 10 патентів України на методи та технічні пристрої для досліджень, моделювання та лікування патологічних процесів.

## Нагороди та відзнаки
Нагороджений Почесною грамотою Президії НАН України та Центрального комітету профспілки НАН України (2018). За цикл робіт «Патологічні порушення системного і тканинного дихання при гіпоксії і запаленні та нові методи їх корекції» В.І. Портніченку (у складі творчого колективу) присуджено Премію НАН України ім. Ф.Г. Яновського (2022). За цикл робіт «Вікові особливості індукованих гіпоксією протективних механізмів при серцево-судинних і метаболічних захворюваннях» В.І Портніченку (у складі творчого колективу) було присуджено Премію НАН України ім. Д.Ф. Чеботарьова (2024).